# Алпатов, Николай Савельевич
Никола́й Саве́льевич Алпа́тов (17 мая 1924 — 20 марта 1962) — советский солдат и офицер, наводчик миномёта 933-го стрелкового полка 254-й стрелковой дивизии 52-й армии Степного фронта. Герой Советского Союза (22.02.1944), ефрейтор; лейтенант в отставке.

## Биография
Родился 17 мая 1924 года в селе Сляднево Пятовской волости Калужского уезда Калужской губернии в семье крестьянина. Получил среднее образование.
С марта 1942 года — на фронтах войны. Принимал участие в боях за освобождение Украины. При форсировании Днепра 2 октября 1943 года Алпатов расположил свой миномет так, что сумел надежно прикрыть переправу советских солдат через реку, а также подавить три пулеметные точки противника, сорвав вражескую контратаку.
17 октября того же года в бою за деревню Крещатик Черкасского района Черкасской области Украины Алпатов уничтожил несколько минометов и пулеметов противника, а также автомашину с грузом. В бою на реке Рось уничтожил огнём миномета до двух взводов противника.

Указом Президиума Верховного Совета СССР «О присвоении звания Героя Советского Союза офицерскому, сержантскому и рядовому составу Красной Армии» от 22 февраля 1944 года за «образцовое выполнение боевых заданий командования при форсировании реки Днепр, развитие боевых успехов на правом берегу реки и проявленные при этом отвагу и геройство» удостоен звания Героя Советского Союза с вручением ордена Ленина и медали «Золотая Звезда».

В 1944 году вступил в ряды ВКП(б). Участвовал в боях за на реках Одер, Нейсе, в военных операциях южнее Яссы и на Сандомирском плацдарме.
В 1947 году лейтенант Алпатов уволен в запас. Работал в селе Детчино Калужской области. В 1954 году вышел на пенсию по состоянию здоровью. Умер 20 марта 1962 года.

## Память
- Алпатов является почетным гражданином города Коммунарска

## Награды
- Медаль «Золотая Звезда» Героя Советского Союза (22.02.1944, медаль № 2560)
- Орден Ленина (22.02.1944)
- Медали, в том числе:
  - Медаль «За победу над Германией в Великой Отечественной войне 1941—1945 гг.»
  - Медаль «За отвагу»